# Željko Obradović
Pour les articles homonymes, voir Obradović.
Želimir Obradović dit Željko Obradović, né le 9 mars 1960 à Čačak, est un joueur et entraîneur serbe de basket-ball. 
En tant que joueur, il joue au poste de meneur et est international yougoslave. Il obtient un titre de champion du monde lors de l'édition de 1990 et une médaille d'argent lors des Jeux olympiques de 1988 à Séoul.
Il devient l'un des meilleurs entraîneurs de l'histoire du basket-ball : en 25 ans, il obtient onze titres européens, douze titres nationaux et huit coupes nationales. Parmi ses trophées européens figurent neuf Euroligue, ce qui fait de lui l'entraîneur présentant le meilleur bilan dans cette compétition. Ces neuf titres sont également obtenus avec cinq clubs différents.

## Biographie

### Carrière de joueur
Joueur au Partizan Belgrade avec lequel il remporte une Coupe Korać en 1989 et un titre de champion de Yougoslavie en 1987, il fait partie de l'équipe nationale de Yougoslavie où il est meneur titulaire. L'équipe remporte la médaille d'argent aux Jeux olympiques 1988 à Séoul. Puis, il gagne aussi la médaille d'or lors du championnat du monde 1990.

### Carrière d'entraîneur
En 1991, il est entraîneur de son club du Partizan qu'il conduit à la victoire dans l'Euroligue avec des joueurs comme Predrag Danilović et Aleksandar Đorđević. Cette victoire est d'autant plus méritante que, en raison des événements tragiques qui se déroulent en Yougoslavie, la FIBA a décidé de faire disputer tous les matchs des clubs de l'ex-Yougoslavie en dehors du pays. Le Partizan jouera donc ses matchs « à domicile » en Espagne.
En 1994, il remporte une nouvelle Euroligue avec le club espagnol de la Joventut de Badalone. Puis l'année suivante, c'est le Real Madrid qu'il conduit au titre suprême européen. Il remporte un deuxième titre européen avec celui-ci en 1997 avec la Coupe Saporta. 
Après un passage en Italie chez le Benetton Trévise avec une nouvelle Coupe Saporta en 1999, il rejoint la Grèce et le Panathinaïkos d'Athènes. Il conduit les Dejan Bodiroga et Željko Rebrača à une victoire dans le final four de Salonique. Après une finale perdue en 2001 contre le Maccabi Tel-Aviv, il participe à sa troisième finale consécutive contre le Kinder Bologne qui joue à domicile. C'est une nouvelle victoire, sa cinquième, remportée avec quatre clubs différents. Il devient alors l'entraîneur le plus titré dans cette compétition.
En 2007, il remporte son sixième titre européen, toujours avec le Pana. L'année suivante, le Panathinaïkos termine sa saison européenne au Top 16 en se classant à la troisième place de son groupe, devancé par Montepaschi Sienne et par le Partizan Belgrade.
Lors de la saison européenne suivante, le Panathinaïkos retrouve Belgrade en Top 16. Les deux clubs se qualifient pour les quarts de finale. Le club grec se qualifie pour le Final Four en éliminant Sienne. La demi-finale, qui oppose le Panathinaïkos à l'Olympiakós Le Pirée, voit le club de Željko Obradović s'imposer de deux points, 84 à 82. Lors de la finale, les Grecs s'imposent de nouveau de deux points, face au CSKA Moscou.
En 2010, le Panathinaïkos échoue de nouveau en Top 16 dans un groupe où les deux qualifiés sont le FC Barcelone, futur champion d'Europe, et de nouveau le Partizan Belgrade.
Lors de l'Euroligue 2010-2011, le Panathinaïkos retrouve en quart de finale le FC Barcelone. Dans une série disputée au meilleur des cinq rencontres, Barcelone s'impose lors de la première manche mais les Grecs s'imposent ensuite lors des trois matchs suivants. Les hommes de Željko Obradović s'imposent ensuite en demi-finale sur le score de 77 à 69 puis remportent un nouveau titre européen en battant en finale 78 à 70 le Maccabi Tel-Aviv.
En parallèle de sa carrière en club, il occupe le poste de sélectionneur national de la Serbie-Monténégro. Il remporte une médaille d'argent aux Jeux olympiques 1996 à Atlanta puis le titre européen 1997. L'année suivante, il remporte le titre mondial avec Predrag Danilović, Aleksandar Đorđević, Dejan Bodiroga et Željko Rebrača.
Depuis, ses résultats avec l'équipe nationale ne sont plus aussi brillants, malgré une médaille de bronze au championnat d'Europe 1999. Mais ensuite c'est seulement une 6e place lors des Jeux olympiques de Sydney, une 11e aux jeux d'Athènes après un titre mondial remporté par une équipe dirigée par Svetislav Pešić.
En 2012, Obradović prend une année de repos à l'écart du basket-ball et en juillet 2013, il revient en tant qu'entraîneur du Fenerbahçe Ülker, qui évolue en première division turque et en Euroligue. Obradović y signe un contrat de deux ans. Le 19 juin 2014, à la suite du forfait de Galatasaray pour le septième et dernier match des playoffs, Fenerbahçe est sacré champion de Turquie. Le Fenerbahçe est aussi champion de Turquie en 2016, remporte la coupe de Turquie et atteint la finale de l'Euroligue où il est battu en prolongation par le CSKA Moscou.
En décembre 2016, Obradović et le Fenerbahçe signent un nouveau contrat de trois ans les liant jusqu'à la fin de la saison 2019-2020. Le 21 mai 2017, il remporte l'Euroligue pour la neuvième fois, la première avec le Fenerbahçe, grâce à une victoire en finale face à l'Olympiakós, 80 à 64. Il s'agit du premier titre dans la principale compétition européenne pour un club turc. À l'issue de ce contrat, Obradović ne prolonge pas et décide de prendre une année sabbatique pour la saison 2020-2021.
En juin 2021, Obradović revient au Partizan Belgrade comme entraîneur. Il signe un contrat de trois ans avec le club.

## Carrière de joueur
- 1980-1984 : KK Borac Čačak
- 1984-1991 : Partizan Belgrade

## Carrière d'entraîneur

### Clubs
- 1991-1993 :  Partizan Belgrade
- 1993-1994 :  Joventut de Badalone
- 1994-1997 :  Real Madrid
- 1997-1999 :  Benetton Trévise
- 1999-2012 :  Panathinaïkos Athènes
- 2013-2020 :  Fenerbahçe
- depuis 2021 :  Partizan Belgrade

### Équipes nationales
- 1996-2000 : Équipe nationale de Serbie Monténégro
- 2004-2005 : Équipe nationale de Serbie

## Palmarès joueur

### Équipe nationale
- Jeux olympiques d'été
  -  Médaille d'argent aux Jeux olympiques d'été de 1988 à Séoul
- championnat du monde
  -  Médaille d'or en 1990

### Club
- Coupe Korać 1989
- Champion de Yougoslavie 1987

## Palmarès entraîneur

### Équipe nationale
- Jeux olympiques d'été
  -  Médaille d'argent aux Jeux olympiques d'été de 1996 à Atlanta
- Championnat du monde
  -  Médaille d'or en 1998
- Championnat d'Europe
  -  Médaille d'or en 1997
  -  Médaille de bronze 1999

### Club
- Euroligue
  - vainqueur en 2017 avec le Fenerbahçe
  - vainqueur en 2000, 2002, 2007, 2009 et 2011 avec le Panathinaïkos
  - vainqueur en 1995 avec le Real Madrid
  - vainqueur en 1994 avec Joventut Badalona
  - vainqueur en 1992 avec le Partizan Belgrade
- Coupe Saporta
  - vainqueur en 1999 avec le Benetton Trévise
  - vainqueur en 1997 avec le Real Madrid
- compétitions nationales
  - Champion de Yougoslavie 1992
  - Coupe de Yougoslavie 1992
  - Supercoupe d'Italie 1997
  - Champion de Grèce 2000, 2001, 2003, 2004, 2005, 2006, 2007, 2008, 2009, 2010 et 2011
  - Coupe de Grèce 2003, 2005, 2006, 2007, 2008, 2009 et 2012.
  - Champion de Turquie 2014, 2016, 2017 et 2018
  - Coupe de Turquie 2016, 2019 et 2020
  - Supercoupe de Turquie 2013, 2016 et 2017
  - Ligue adriatique 2023 et 2025
  - Champion de Serbie 2025